# Firas Dardar
Atanasius Firas Mundher Dardar (ur. 3 stycznia 1975 w Al-Hamdaniji) – iracki duchowny syryjskokatolicki, egzarcha patriarszy Basry i Kuwejtu od 2020.

## Życiorys

### Prezbiterat
Święcenia kapłańskie otrzymał 30 kwietnia 2009 i został inkardynowany do diecezji bejruckiej. Po święceniach został patriarszym sekretarzem. W latach 2015–2017 studiował w Rzymie, a w kolejnych latach był duszpasterzem syryjskokatolickich migrantów w Jordanii.

### Episkopat
10 września 2020 roku papież Franciszek zatwierdził jego wybór dokonany przez synod Kościoła syryjskokatolickiego na egzarchę patriarszego Basry i Kuwejtu. Papież przydzielił mu także stolicę tytularną Tagritum. Sakry biskupiej udzielił mu 30 października 2020 roku syryjskokatolicki patriarcha Antiochii Ignacy Józef III Younan.